# Ober-Lais
Ober-Lais ist ein Stadtteil von Nidda im hessischen Wetteraukreis. In der Gemarkung von Ober-Lais liegt die Siedlung Unter-Lais.

## Geographische Lage
Der Ort liegt in der nördlichen Wetterau. Ober-Lais ist der östlichste Stadtteil von Nidda. Durch das Dorf fließt der Laisbach. Nördlich des Ortes verläuft die Landesstraße 3185.

## Geschichte

### Ortsgeschichte
Die älteste bekannte schriftliche Erwähnung von Lais erfolgte zwischen den Jahren 750 und 802 in der Zeit der beiden ersten fuldischen Äbte Sturmius und Baugulf von Fulda  als Leinzaha. Der Ortsname bedeutet „das Wasser an der Leite (Berglehne)“.
Die Unterscheidung Ober-Lais ist urkundlich am 5. Januar 1279 belegt. Bereits ein Jahr zuvor, am 3. Januar 1278 wird „Niedern Leysa“ (Unter-Lais) genannt.
Graf Berthold II. von Nidda übertrug 1187 den Johannitern in Nidda Güter und den kleinen Zehnten in „Leizaha.“
Die Johanniter-Kirche in Unter-Lais wurde schon um 1200 errichtet. Wegen Baufälligkeit wurde 1971 der barocke Choranbau abgerissen. Die Kirche gehörte im Mittelalter zum Bistum Mainz, Archidiakonat St. Mariengreden, bis 1313 dem Landkapitel Södel, ab dem 1315 Dekanat Friedberg, Sendbezirk Wallernhausen und Kirchspiel Wallernhausen.
Die Statistisch-topographisch-historische Beschreibung des Großherzogthums Hessen berichtet 1830 über Ober-Lais:

„Oberlais (L. Bez. Nidda) evangel. Filialdorf; liegt im Vogelsberg auf einem Hügel, 1 1⁄2 St. von Nidda, hat 87 Häuser und 489 Einwohner, die außer 4 Katholiken evangelisch sind. Von denselben gehören 104 zum Bauernstand und 4 treiben bürgerliche Gewerbe. Der Ort hat eine Kirche, die in dem hierher gehörigen Hofe Unterlais liegt. Im Jahr 1330 erscheint Oberlais als ein pfälzisches Lehen.“

und zu Unter-Lais:

„Unterlais (L. Bez. Nidda) Hof; gehört zu Oberlais und besteht aus 6–8 Häusern, auch befindet sich hier die Kirche von Oberlais. Er kommt früher als ein Dorf vor, das mit Jchelshausen, 1278, von Graf Ludwig II. den Johannitern für 60 Mark verkauft wurde, und erscheint 1330 als ein pfälzisches Lehen.“

Hessische Gebietsreform (1970–1977)
Im Zuge der Gebietsreform in Hessen fusionierten zum 1. Dezember 1970 die bis dahin selbständigen Gemeinden Bad Salzhausen, Borsdorf, Fauerbach bei Nidda, Geiß-Nidda, Harb, Kohden, Michelnau, Ober-Lais, Ober-Schmitten, Ober-Widdersheim, Stornfels, Ulfa, Unter-Schmitten, Wallernhausen und die Stadt Nidda zur neuen Stadt Nidda. Für die ehemals eigenständigen Gemeinden sowie für die Kernstadt Nidda wurden Ortsbezirke mit Ortsbeirat und Ortsvorsteher nach der Hessischen Gemeindeordnung eingerichtet.

### Verwaltungsgeschichte im Überblick
Die folgende Liste zeigt die Staaten und Verwaltungseinheiten, denen Ober-Lais angehört(e):
- vor 1450: Heiliges Römisches Reich, Grafschaft Nidda, Amt Nidda
- 1450–1495: Erbstreit zwischen der Landgrafschaft Hessen und den Grafen von Hohenlohe
- ab 1450: Heiliges Römisches Reich, Landgrafschaft Hessen, Amt Nidda[15]
- ab 1567: Heiliges Römisches Reich, Landgrafschaft Hessen-Marburg, Amt Nidda[16]
- 1604–1648: Heiliges Römisches Reich, strittig zwischen Landgrafschaft Hessen-Darmstadt und Landgrafschaft Hessen-Kassel (Hessenkrieg)
- ab 1604: Heiliges Römisches Reich, Landgrafschaft Hessen-Darmstadt, Amt Nidda[17]
- 1787: Heiliges Römisches Reich, Landgrafschaft Hessen-Darmstadt,Oberfürstentum Hessen, Amt Nidda und Lißberg[18]
- ab 1806: Großherzogtum Hessen,[Anm. 2] Fürstentum Oberhessen, Amt Nidda[19][20]
- ab 1815: Großherzogtum Hessen, Provinz Oberhessen, Amt Nidda[21]
- ab 1821: Großherzogtum Hessen, Provinz Oberhessen, Landratsbezirk Nidda[22][Anm. 3]
- ab 1832: Großherzogtum Hessen, Provinz Oberhessen, Kreis Nidda
- ab 1848: Großherzogtum Hessen, Regierungsbezirk Nidda
- ab 1852: Großherzogtum Hessen, Provinz Oberhessen, Kreis Nidda
- ab 1867: Norddeutscher Bund,[Anm. 4] Großherzogtum Hessen, Provinz Oberhessen, Kreis Nidda
- ab 1871: Deutsches Reich, Großherzogtum Hessen, Provinz Oberhessen, Kreis Nidda
- ab 1874: Deutsches Reich, Großherzogtum Hessen, Provinz Oberhessen, Kreis Schotten
- ab 1918: Deutsches Reich (Weimarer Republik), Volksstaat Hessen, Provinz Oberhessen, Kreis Schotten
- ab 1938: Deutsches Reich, Volksstaat Hessen, Landkreis Büdingen[23][Anm. 5]
- ab 1945: Amerikanische Besatzungszone,[Anm. 6] Groß-Hessen, Regierungsbezirk Darmstadt, Landkreis Büdingen
- ab 1946: Amerikanische Besatzungszone, Hessen, Regierungsbezirk Darmstadt, Landkreis Büdingen
- ab 1949: Bundesrepublik Deutschland, Hessen, Regierungsbezirk Darmstadt, Landkreis Büdingen
- ab 1971: Bundesrepublik Deutschland, Hessen, Regierungsbezirk Darmstadt, Landkreis Büdingen, Stadt Nidda
- ab 1972: Bundesrepublik Deutschland, Hessen, Regierungsbezirk Darmstadt, Wetteraukreis, Stadt Nidda

## Bevölkerung

### Einwohnerstruktur 2011
Nach den Erhebungen des Zensus 2011 lebten am Stichtag dem 9. Mai 2011 in Ober-Lais 681 Einwohner. Darunter waren 3 (0,4 %) Ausländer.
Nach dem Lebensalter waren 111 Einwohner unter 18 Jahren, 267 waren zwischen 18 und 49, 162 zwischen 50 und 64 und 144 Einwohner waren älter. Die Einwohner lebten in 261 Haushalten. Davon 48 Singlehaushalte, 87 Paare ohne Kinder und 102 Paare mit Kindern, sowie 21 Alleinerziehende und 3 Wohngemeinschaften. In 48 Haushalten lebten ausschließlich Senioren/-innen und in 162 Haushaltungen leben keine Senioren/-innen.

### Einwohnerentwicklung
| • 1791: | 142 Einwohner                                |
| • 1800: | 331 Einwohner (mit Hof Unterlais)            |
| • 1806: | 523 Einwohner, 75 Häuser (mit Hof Unterlais) |
| • 1829: | 498 Einwohner, 84 Häuser                     |
| • 1867: | 439 Einwohner, 95 bewohnte Gebäude           |
| • 1875: | 436 Einwohner, 97 bewohnte Gebäude           |

| Ober-Lais: Einwohnerzahlen von 1834 bis 2022 | Ober-Lais: Einwohnerzahlen von 1834 bis 2022 | Ober-Lais: Einwohnerzahlen von 1834 bis 2022 | Ober-Lais: Einwohnerzahlen von 1834 bis 2022 | Ober-Lais: Einwohnerzahlen von 1834 bis 2022 |
| --- | -------------------------------------------- | -------------------------------------------- | -------------------------------------------- | -------------------------------------------- |
| Jahr |                                              |                                              |                                              | Einwohner                                    |
| 1834 | 1834                                         |                                              | 505                                          | 505                                          |
| 1840 | 1840                                         |                                              | 524                                          | 524                                          |
| 1846 | 1846                                         |                                              | 521                                          | 521                                          |
| 1852 | 1852                                         |                                              | 548                                          | 548                                          |
| 1858 | 1858                                         |                                              | 512                                          | 512                                          |
| 1864 | 1864                                         |                                              | 532                                          | 532                                          |
| 1871 | 1871                                         |                                              | 441                                          | 441                                          |
| 1875 | 1875                                         |                                              | 438                                          | 438                                          |
| 1885 | 1885                                         |                                              | 463                                          | 463                                          |
| 1895 | 1895                                         |                                              | 494                                          | 494                                          |
| 1905 | 1905                                         |                                              | 526                                          | 526                                          |
| 1910 | 1910                                         |                                              | 559                                          | 559                                          |
| 1925 | 1925                                         |                                              | 602                                          | 602                                          |
| 1939 | 1939                                         |                                              | 632                                          | 632                                          |
| 1946 | 1946                                         |                                              | 861                                          | 861                                          |
| 1950 | 1950                                         |                                              | 760                                          | 760                                          |
| 1956 | 1956                                         |                                              | 659                                          | 659                                          |
| 1961 | 1961                                         |                                              | 658                                          | 658                                          |
| 1967 | 1967                                         |                                              | 690                                          | 690                                          |
| 1970 | 1970                                         |                                              | 706                                          | 706                                          |
| 1980 | 1980                                         |                                              | ?                                            | ?                                            |
| 1990 | 1990                                         |                                              | ?                                            | ?                                            |
| 1996 | 1996                                         |                                              | 721                                          | 721                                          |
| 2000 | 2000                                         |                                              | 750                                          | 750                                          |
| 2006 | 2006                                         |                                              | 745                                          | 745                                          |
| 2010 | 2010                                         |                                              | 694                                          | 694                                          |
| 2011 | 2011                                         |                                              | 681                                          | 681                                          |
| 2016 | 2016                                         |                                              | 672                                          | 672                                          |
| 2019 | 2019                                         |                                              | 657                                          | 657                                          |
| 2022 | 2022                                         |                                              | 660                                          | 660                                          |
| Datenquelle: Historisches Gemeindeverzeichnis für Hessen: Die Bevölkerung der Gemeinden 1834 bis 1967. Wiesbaden: Hessisches Statistisches Landesamt, 1968. Weitere Quellen: LAGIS; Stadt Nidda; Zensus 2011 |                                              |                                              |                                              |                                              |

### Historische Religionszugehörigkeit
| • 1829: | 485 evangelische (= 99,18 %), vier katholische (= 0,82 %) Einwohner |
| • 1961: | 628 evangelische (= 95,44 %), 30 katholische (= 4,56 %) Einwohner   |

## Kulturdenkmäler
Siehe: Liste der Kulturdenkmäler in Ober-Lais

## Infrastruktur

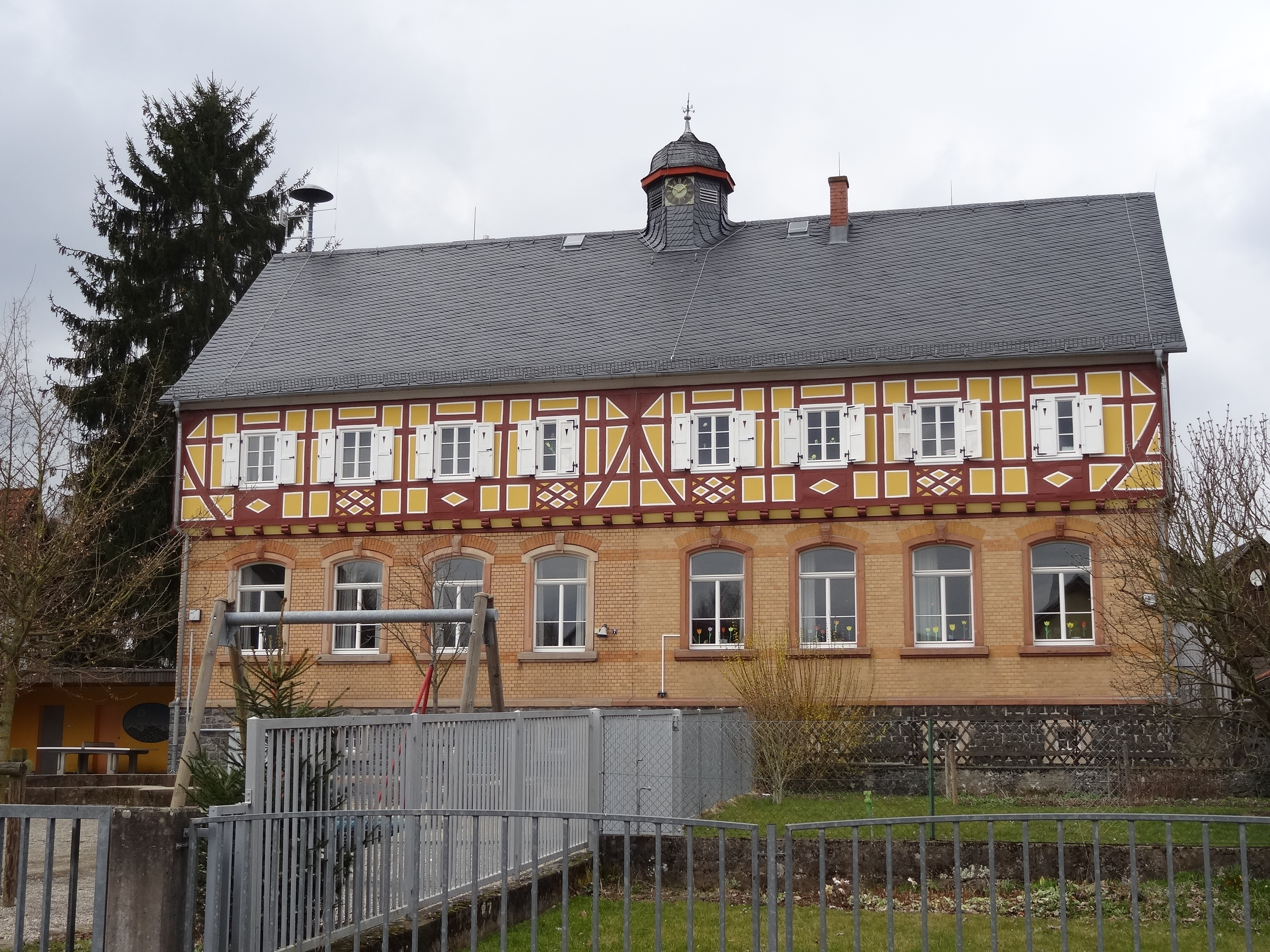
Schule in Ober-Lais

- Den öffentlichen Personennahverkehr stellt die Regionalverkehr Kurhessen GmbH sicher.
- Im Ort gibt es
  - ein Bürgerhaus
  - die Hoheberg-Schule, eine Grundschule.
  - einen Sportplatz

## Persönlichkeiten
- Ottfried Dascher (1936–2025)

deutscher Historiker und Archivar geboren in Ober-Lais